# Soirées de Barcelone
Soirées de Barcelone és una obra de Robert Gerhard composta originalment entre els anys 1936-39, per utilitzar-se en un ballet de la companyia dels Ballets Russos de Montecarlo a partir d’una idea del Coronel De Basil, director de la companyia, i el coreògraf Léonide Massine, i amb guió de Ventura Gassol. El ballet original no va arribar a estrenar-se mai a causa de l'exili de Gerhard i Gassol a França durant la Guerra Civil espanyola i, més endavant, per la dissolució de la companyia dels Ballets de Montecarlo, que va entrar en bancarrota al començament de la Segona Guerra Mundial.

## Història

### Antecedents. Origen i context de l'obra
Dos anys abans que el Coronel De Basil proposés a Gerhard la composició del ballet que acabaria agafant el nom de Soirées de Barcelona, Gerhard va compondre la primera música per a un ballet per a Massine, Ariel, que no es va arribar a estrenar com a ballet perquè el coreògraf va considerar que la música era “massa simfònica”. L’any 1936, Antal Dorati, que havia estat l’instigador de la col·laboració amb Gerhard a Ariel, va recomanar a De Basil—que en aquell moment era el director musical dels Ballets—que considerés el músic per a un ballet de temàtica espanyola.
De Basil va viatjar a Barcelona per poder conèixer Gerhard i escoltar la seva música. A part del Coronel i Gerhard, en aquella trobada també hi van assistir Massine, que era el ballarí principal de la companyia, i l’amic de Gerhard i escriptor Ventura Gassol, que llavors era el conseller de Cultura de la Generalitat de Catalunya. Després que Gerhard accedís a posar la música al ballet, el grup va debatre sobre temes de la cultura espanyola per a l’argument de l’obra, i també van comentar la presència dels estils de dansa tradicionals en la coreografia. Va ser llavors quan Gassol va proposar anar a Berga per assistir a les festes populars del juny d'aquell any.
Segons el crític musical Calum MacDonald, les festes que van presenciar van ser les associades a la Revetlla de Sant Joan, però l’autor parla sobre disfresses, màscares i danses, cosa que ens pot fer pensar que realment van assistir a la festa de La Patum, que l’any 1936 es va escaure entre el 10 i el 14 de juny coincidint amb el Corpus Christi, tal com Joaquim Homs afirma en el llibre Robert Gerhard i la seva obra. De Basil i Massine van quedar meravellats per la música, el ball i la temàtica de les festes, i van decidir que el ballet que encarregarien a Gerhard i a Gassol fos de temàtica folklòrica catalana i que basés l’argument en les festes del foc de Sant Joan a l’antic i desconegutpoble d'Isil, als Pirineus catalans.
En un primer moment, Gassol va decidir anomenar el ballet Le Feux de la Saint Jean, però posteriorment, ja a l'exili a París a causa de la Guerra Civil, va suggerir a Gerhard canviar-li el nom per Soirées de Barcelona. Segons MacDonald, és possible que el canvi de nom volgués assenyalar la procedència de l’obra, per desmarcar-la del context espanyol associat a Franco. Homs en comenta el canvi de nom, però l’atribueix simplement a l’interès de la procedència, però no en fa conjectures com MacDonald.
A finals de 1938, la música i l'escenografia restaven inacabades. Gerhard es va traslladar a Varsòvia per formar part d’un comitè i ja no va tornar a Catalunya. Va decidir quedar-se a París on també hi havia Gassol i Joan Miró, i allí va continuar amb l’orquestració del ballet. A França, Gerhard va acabar la versió de piano i va deixar incompleta la partitura orquestral. Aquest fet es pot deure a la falta del material que havia deixat a Barcelona.

En una carta a Josep Valls, Gerhard parla dels problemes amb què es troba per fer un concert amb la BBC amb obres seves, ja a l'exili.
| «                                            | Al marge de l’Albada que és a Londres […] tinc totes les coses a Barna […] per poder cedir una suite del ballet [Soireés de Barcelone] necessito l'autorització de De Basil, que encara no ha retornat a Europa. | » |
| — Robert Gerhard, en una carta a Josep Valls | |   |

| «                                               | Els Ballets Russos han arribat al Convent Garden. Antal Dorati m'ha organitzat una sessió amb el nou director de la companyia i Serge Grigorieff. Els he ofert una audició de Soireés de Barcelone al piano. L'obra els interessa, però es presenta un obstacle de primera magnitud. El contracte que tinc signat porta la signatura del coronel De Basil, i la companyia està actualment en litigi amb ell. Naturalment no tenen ganes de complicar-se la situació muntant un ballet que, de dret, pertanyi a De Basil. M'oferien un contracte si trobo la manera d'anul·lar el contracte amb ell. Fa quinze dies que el telegrafio a totes les possibles direccions a París i Montecarlo que em van donant. (...) Sembla que vagi baixant el teló sobre les meves perspectives de veure muntat el ballet aviat Al mateix temps, tot fa presentir que està a punt d'aixecar-se el teló sobre l'escenari mundial per a una “funció” d'una envergadura molt diferent. | » |
| — Robert Gerhard, en un quadern personal (1939) | |   |

El ballet va ser una de les víctimes culturals de la Guerra Civil espanyola i també de la Segona Guerra Mundial, cosa que li va suposar un enfonsament econòmic i anímic, ja que esperava aconseguir a Anglaterra un cert èxit i fama amb representacions com la d’aquest ballet i iniciar una nova vida a l'exili.
Una mica després de l'esclat de la Segona Guerra Mundial, la companyia de De Basil va entrar en bancarrota i es va desfer, de manera que el ballet de Gerhard no es va arribar a portar a terme. El compositor tenia acabada l’obra sencera en la versió per a piano, però mai va concloure la instrumentació a la partitura per a orquestra, de la qual només s'han trobat algunes particel·les.

### Recorregut i versions de l'obra al segle XX
Gerhard no va estrenar mai la música del ballet, però en dues ocasions va retrobar-se, en un intent d’aprofitar l'esforç i el temps dedicat a les Soirées, amb la partitura original —en piano, i orquestrada a mitges— per derivar-la a dues composicions de diferent format.
A finals de la dècada de 1940 o a principis de la de 1950 —segons Joaquim Homs, l’any 1940—, Gerhard va treballar en una versió de l’obra escrita per a suite orquestral de quatre moviments, reinstrumentant fragments de la música original per a una orquestra reduïda i un nou format. La suite va quedar a mig fer, sense quart moviment, i amb un tercer moviment inacabat.
A finals de la dècada de 1950, el compositor va recuperar les Soirées per a una suite per a piano sense títol, composta a partir de quatre transcripcions de la partitura original del ballet. Encara que la partitura original li serveix de base, gran part de la suite per a piano conté material nou.
Ni la partitura original per al ballet, ni la suite per a orquestra, ni la suite per a piano van ser estrenades en vida de Gerhard. Segons MacDonald, Gerhard va interpretar Soirées de Barcelone al Covent Garden poc després del seu exili a la Gran Bretanya. El crític musical creu que la versió que va interpretar va ser la versió original sense orquestrar, al piano.
El 1972, dos anys després de la mort del compositor, David Atherton, juntament amb l'Orquestra Simfònica de la BBC, va presentar una versió en forma de suite que contenia tres moviments íntegres de la partitura original del Tableau I del ballet (1r, 2n i 4t moviment), i un altre moviment del Tableau II, escrit a llapis per Gerhard i inacabat (3r moviment). Atherton va definir l’ordre dels moviments segons l’ordre que Gerhard havia suggerit en la seva suite inacabada.
L’any 1995, l'editorial Boosey & Hawkes va encarregar a Calum MacDonald, músic estudiós de Gerhard, una versió de les Soirées viable per tocar en concert, que l'Orquestra Filharmònica de la BBC va estrenar el setembre del 1996 sota la direcció de Matthias Bamert.

## Argument
L’argument del ballet s’ubica en un poble dels Pirineus catalans anomenat Isil durant les festes de la Nit de Sant Joan. El foc —element central de la Nit de Sant Joan— simbolitza la purificació i la fertilitat. Durant aquesta nit es barregen dues tradicions religioses antagòniques, la pagana i la catòlica. Durant tota la sinopsi, aquests dos elements paradoxals apareixen i es compenetren, de manera que la història esdevé una representació metamòrfica de les creences de la tradició catalana.
El ballet es divideix en tres tableaus. Un primer, sense nom especificat, un segon, Eros i un tercer que s'anomena Les Noces.

### Tableau I
Els habitants de la població d’Isil estan reunits prop del portal de l'església —l’única zona il·luminada de tota la plaça— la Nit de Sant Joan, esperant la sortida del sol.
De sobte, es veuen unes flames que provenen d’unes fogueres situades a les muntanyes que envolten el poble. L’aparició de les fogueres és el punt de partida de les festes de Sant Joan. Les festes comencen amb una desfilada de joves que sostenen unes torxes i que més tard competiran per aconseguir una branca d’alfàbrega sagrada, i un grup de nois, noies i nans ballant diferents danses. Tots ells, al darrere d’una estàtua de plata que representa Sant Joan.
Seguidament, els sacerdots serveixen vi a tots els balladors. Més tard s’atorga l’alfàbrega al guanyador del concurs. Les danses continuen al voltant de la foguera.

### Tableau II
La festa s’acaba i la plaça es buida. Els joves amants abandonen la plaça i s'endinsen en un bosc als afores.
Un cop dins, alguns traspassen un tronc d’alzina sagrat partit pel mig. Els altres es banyen en un brollador d’aigua fluorescent ple de fulles d’alfàbrega. De sobte, el bosc s’omple d’esperits nocturns que adquireixen protagonisme en l'escena. Es barregen i es confonen amb el grup de joves enamorats.
La figura del déu grec de l'amor, Eros, apareix per fer ballar els amants amb el esperits nocturns. Els joves enamorats s'endinsen encara més en el bosc.
Els vells i els notaris del poble, descrits com a grotescos i escandalosos respectivament, s’endinsen en el bosc i descobreixen els joves enamorats adormits uns amb els altres. Els desperten i els arrosseguen fins al poble.

### Tableau III
A mesura que surt el sol, els vilatans tornen a reunir-se a la plaça, on són testimonis d’una desfilada de casament. Per sorpresa dels vilatans i alegria del déu de l'amor, les parelles de nuvis ara esposats, ballen i s’abracen. Són les mateixes que van ser arrossegades al poble la nit anterior. Cupido, que ho ha estat observant tot d'amagat, riu en veu alta per l'èxit dels fets de la nit anterior. 
El ballet acaba amb una sardana triomfant en què els joves enamorats i els vells i els notaris ballen junts, ara reconciliats.

## Anàlisi simbòlica i referències a la cultura catalana
MacDonald i Homs qualifiquen aquesta obra de ballet etnogràfic, i el primer la compara amb alguns ballets d'Stravinsky en relació als aspectes antropològics, basant-se en el contingut folklòric i la temàtica del ballet, que es fonamenta en els rituals populars d’origen pagà de les festes de la Nit de Sant Joan. A més, segons Julian White, no només es posiciona des d'una perspectiva etnogràfica, sinó que també reivindica una postura catalanista.
L'esclat de la Guerra Civil espanyola va suposar un abans i un després en les produccions de Gerhard. Els anys previs, període en què es va compondre el ballet, el compositor va poder combinar el patrimoni cultural català, la ideologia catalanista, els avenços tècnics, l'estil heretat de Schöenberg i la influència dels moviments modernistes i surrealistes.
Tal com afirmen alguns musicòlegs com Diego Alonso Tomas i Julian White, Gerhard s’adapta als gustos i demandes del públic català, renunciant al concepte de “música absoluta”, que segons ell, era un ideal estètic que seguia el model de Schöenberg.
La reivindicació del món màgic, pagà i oníric present en el ballet, i el tractament literari, plàstic i musical d’aquests aspectes en l'obra, es vinculen amb les innovacions de l’avantguarda i especialment amb el surrealisme, emfasitzant amb tot allò nou i extravagant també existent en la tradició catalana.
Al llarg del ballet, s'observa la presència d'un gran nombre de melodies que podem relacionar amb cançons populars catalanes, amb les quals juga Gerhard i, possiblement, relaciona l'argument de les cançons amb l'argument del ballet.

### Tableau I
En la primera escena del ballet, quan s'il·luminen les muntanyes amb fogueres i, per tant, les festes de Sant Joan poden començar, Gerhard fa referència a la melodia que acompanya la colla dels Xiquets de Valls, la Tocata de Gralla.
En aquesta escena, Gassol volia fer referència a la muntanya del Canigó. Segons la tradició catalana, cada 23 de juny s’encén una foguera al cim d’aquesta muntanya, tradició que rep el nom de la Flama del Canigó. Aquesta flama és el punt de partida de totes les fogueres que són enceses arreu de Catalunya.

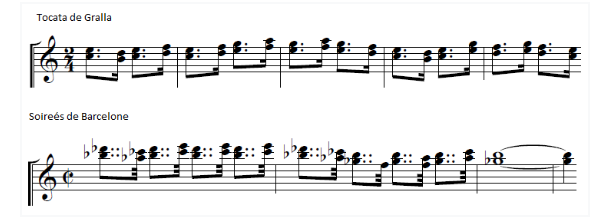
Transcripció dels fragments comentats a l'article de White, J. Imatge 1

En la Dansa de les Majorales, interpretada en el ballet per les donzelles de l’Església, Gerhard introdueix tres melodies diferents de tres temes catalans: El Romeo i la Romea, Aquelles muntanyes i De les mines de Surroca. Els textos d’aquestes cançons donen lloc al tema principal del ballet: la fertilitat o, com diu el musicòleg Julian White, el poder del foc de l’amor.
Cal posar cert èmfasi en la cançó El Romeo i la Romea perquè està relacionada amb la família de Robert Gerhard. És una cançó sobre una jove parella de pelegrins que anaven a missa al Monestir de Montserrat. Durant la Guerra Civil, el seu germà, Carles Gerhard, que va ser membre del Parlament català durant la República catalana, va tenir la responsabilitat de salvaguardar el monestir.

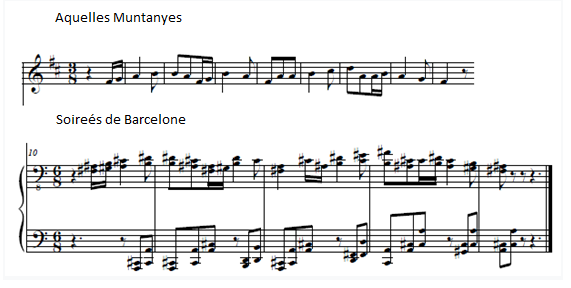
""Transcripció dels fragments comentats a l'article de White,J. Imatge 2""
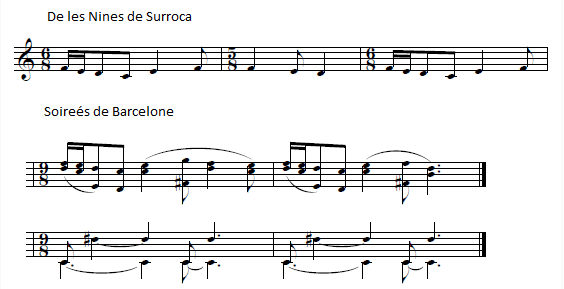
Transcripció dels fragments comentats a l'article de White, J. Imatge 3""

En la Danse du Vainqueur es pot sentir una melodia que fa referència a la cançó popular catalana L'hereu Riera. (Imatge 4) 
En la secció Andantino amoroso Gerhard ens presenta una nova melodia. En aquest cas, la melodia fa referència a la cançó popular La filla del marxant. (Imatge 5) 

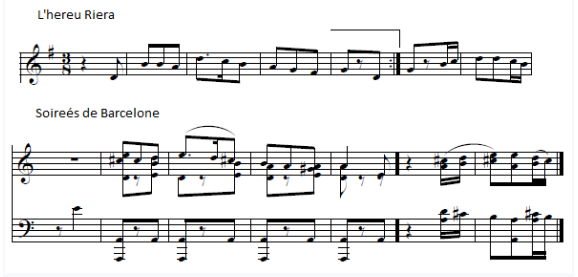
Transcripció dels fragments comentats a l'article de White, J. Imatge 4
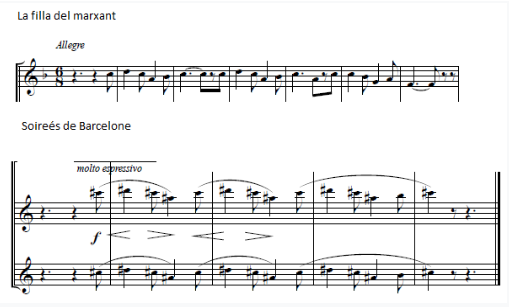
Transcripció dels fragments comentats a l'article de White, J. Imatge 5

En l’última part del primer tableau, la Dansa dels Fallaires, hi podem escoltar una música que ens recorda a les festes de la Patum de Berga. Per una banda, es pot sentir una seqüència rítmica interpretada pel timbal, que obre la Dansa dels Fallaires. El ritme fa referència a la paraula "Patum", tal com s’observa en la imatge.
Per altra banda, la música que acompanya tota la dansa ens remet al Ball de l’Àliga, la tradició per excel·lència de les festes de La Patum.

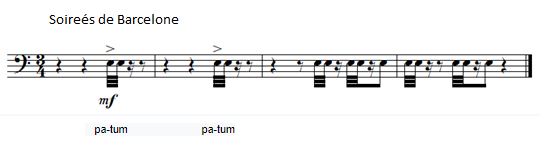
Transcripció dels fragments comentats a l'article de White, J. Imatge 6
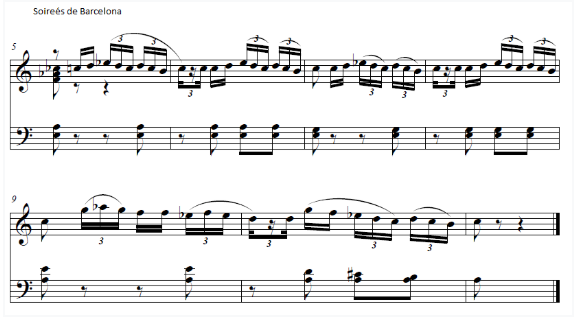
Transcripció dels fragments comentats a l'article de White, J. Imatge 7

### Tableau II
En la primera secció, amb el nom de Notturno, Gerhard fa referència a dues cançons populars que comparteixen narració: Sant Ramon i Sant Ramon de Penyafort. Tot i que les dues cançons narren la mateixa història, Gerhard aprofita el fet que la segona comparteix melodia amb La mare de Déu quan era xiqueta per citar-ne el contingut, igualment religiós.

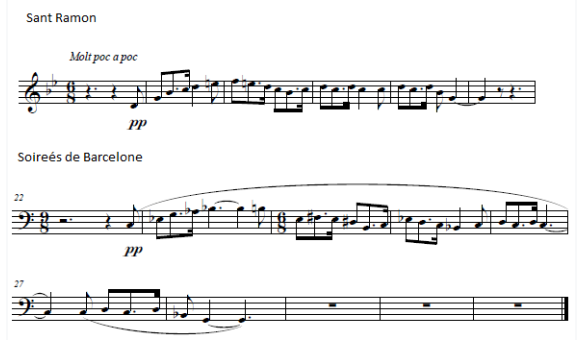
Transcripció dels fragments comentats a l'article de White, J. Imatge 8
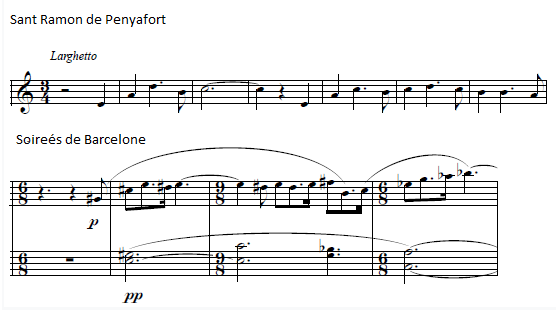
Transcripció dels fragments comentats a l'article de White, J. Imatge 9

### Tableau III
En la primera escena del tableau, quan comença a sortir el sol, Gerhard utilitza un altre cop la cançó La filla del marxant. Seguidament, podem sentir dues melodies superposades que ens recorden dos dels himnes més simbòlics del nacionalisme català: Muntanyes del Canigó i Els Segadors.

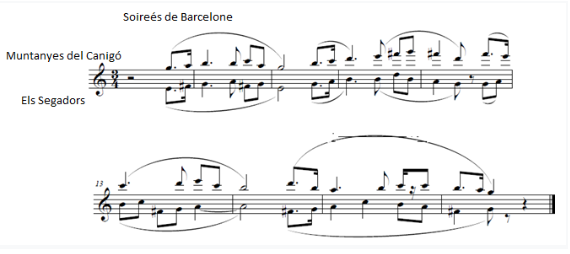
Transcripció dels fragments comentats a l'article de White, J. Imatge 10

En la secció Fandaguillo des maries, inacabada, segons Calum MacDonald i que correspon a l'escena del casament, trobem una melodia nova que fa referència a la cançó La fi d’en Toca-Son. En l’última escena del ballet, en què tothom balla una sardana triomfant, la música conté diferents melodies catalanes: Tira-li un cop de pedra, la Nit de Sant Joan, Juny i un altre cop, La filla del marxant.

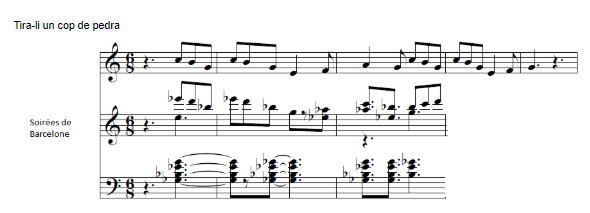
Transcripció dels fragments comentats a l'article de White, J. Imatge 12
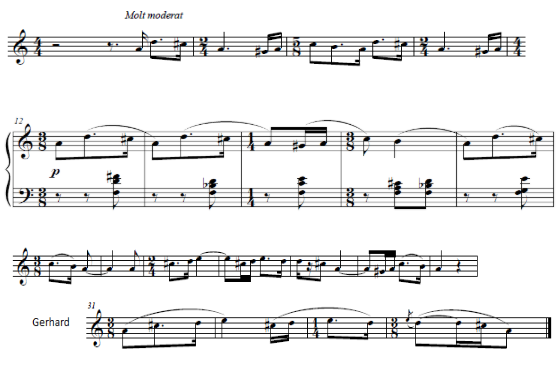
Transcripció dels fragments comentats a l'article de White, J. Imatge 11